# 自己分析
自己分析（じこぶんせき）とは、自分を探るという作業である。

## 就職活動における自己分析
就職活動における自己分析とは、自分自身の過去の体験を振り返ることで行う自己分析であり、就職活動の出発点とされる。自己分析を行うことで、自身はどんな仕事がしたいか、どんな仕事が向いているか、どんな会社に行きたいかなどといった事柄を認識、理解する。大学の就職課による就職支援において、自己分析の指導は初期の段階で行われる。
就職活動では面接やエントリーシートがあるため、自身をどれだけアピールできるかといったことまでも合否につながる。このために自己分析を行い、自身の長所や特徴を把握し、これらも具体的に説明ができるようになっておかなければならないともされる。
自己分析を行う場合には、よほど自分を客観視できないと自分にとって都合の良い主観や解釈が入り、自分自身のさじ加減で結果をいくらでも自分よりに変えられるとのこと。また学生の中には志望動機を聞いた場合に、自己分析の結果この職種が向いているということが分かったために志望したと返す場合があるという。この場合には職種を決める場合に、自分がやりたい事柄であるために志望したというよりも自己分析に振り回されているからであるようとのこと。
就職活動において自己分析は、学生を悩ませ、かつその可能性を奪い、早期転職の一因となっているという見解もあり、それまでの人生において特筆すべき経験のない者が自己分析をしたところで何も生まれないとする「自己分析不要論」が増加している。